# Tiếng Kabyle
Tiếng Kabyle (còn được gọi là Tiếng Kabylia, tên bản ngữ: Taqbaylit /θɐqβæjlɪθ/ ⓘ) là một ngôn ngữ Berber được sử dụng chủ yếu tại vùng Kabylia (nằm ở khu vực phía Đông của thủ đô Algiers) và bởi người Kabyle, một dân tộc sống ở phía Bắc và Đông Bắc Algérie. Ngôn ngữ này còn được sử dụng bởi nhiều dân tộc khác gần thành phố Blida, chẳng hạn như Beni Salah và Beni Bou Yaqob.
Việc ước tính số lượng người nói tiếng Berber là rất khó và các con số thường gây tranh cãi. Một ước tính năm 2004 là 9,4% dân số nói tiếng Kabyle. Dân số di cư ước tính khoảng một triệu người.

## Phân loại
Tiếng Kabyle là một trong những ngôn ngữ thuộc hệ Berber (thuộc ngữ hệ Phi-Á). Ngôn ngữ này được cho là một ngôn ngữ tách rời khỏi tiếng Berber nguyên thủy, mặc dù tiếng Zenaga đã làm như vậy